# 糖塑

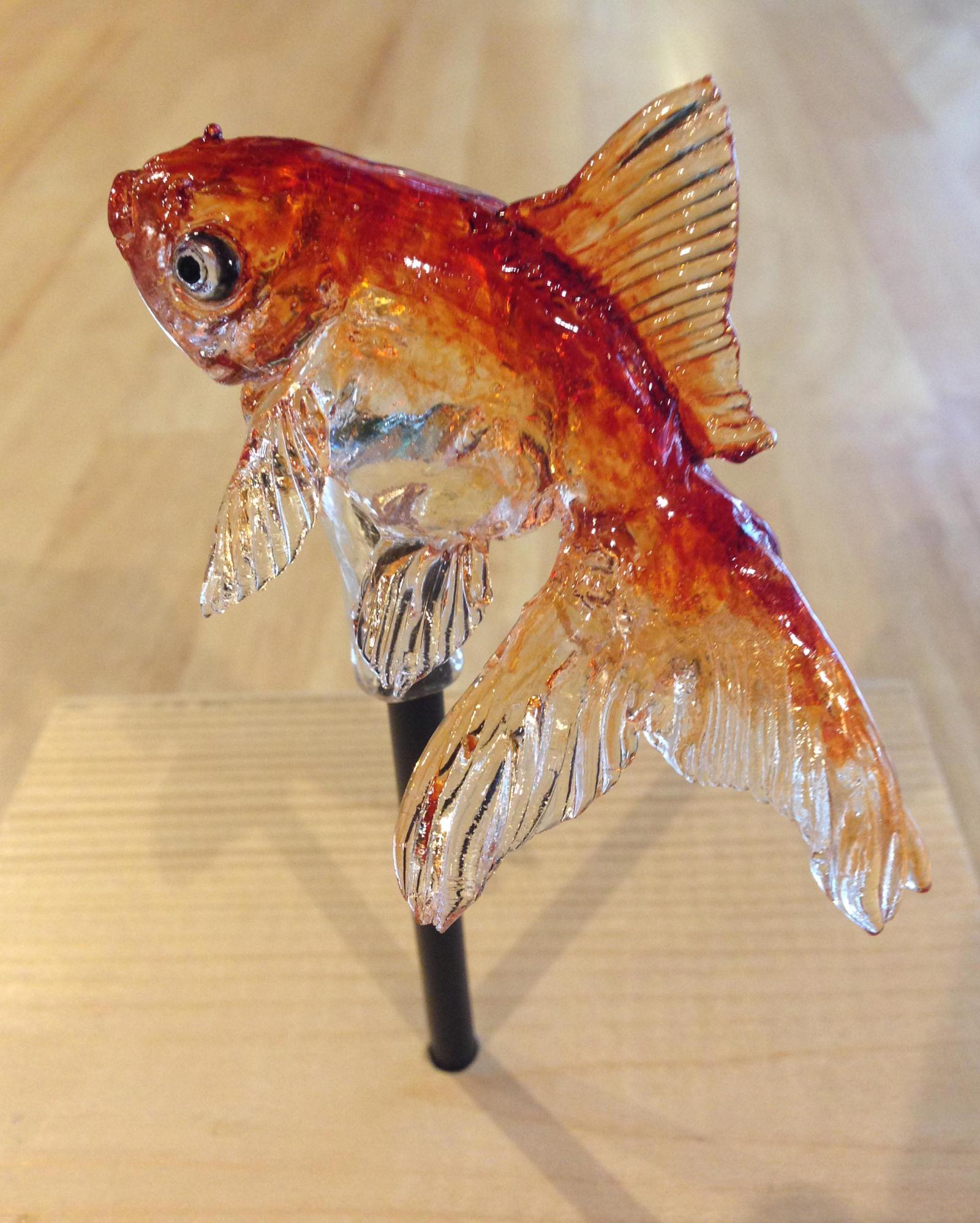
金魚形狀的糖塑

糖人是以熬化的蔗糖或麦芽糖做成的各种造型，有人物、动物、花草等。
糖人制作是一种民间手工艺，手艺人多挑一个担子，一头是加热用的炉具，另一头是糖料和工具。糖料由蔗糖和麦芽糖加热调制而成，本色为棕黄色，也有的因加入颜料或色素而呈红色或绿色。使用时火候的控制是关键，过热则太稀易变形，偏冷又会太硬无法塑形。使用的工具很简单，多为勺形和铲形。
糖人不易保存，过去甜品短缺时，在把玩过后会吃掉糖人。如今出于卫生考虑，人们购买糖人更多地出于观赏目的而非食用，任其久置变黑变质。
一、畫糖的由來
相傳唐代四川大詩人陳子昂在家鄉時，很喜歡吃蔗糖，不過他的吃法卻
與眾不同。一代才子首先將糖溶化，在清潔光滑的桌面上倒鑄成各種小動物
及各種花卉圖案，待凝固後拿在手上，一面賞玩一面食用，自覺雅趣脱俗。
後來陳子昂到京城長安遊學求官，因初到京師人地兩生，只做了一個小
吏。閒暇無事時，便用從家鄉帶去的蔗糖如法炮製，以度閒暇。有一天，陳
子昂正在賞玩自己的作品。誰知宮中太監帶着小太子路過，小太子看見陳子
昂手中的小動物，便吵著要。太監問明這些小動物是用糖做的時，便要了幾
個給太子，歡歡喜喜回宮去了。誰知回宮後小太子將糖吃完了，哭著吵著還
要，驚動了皇上，太監只好上前如實回禀。皇上聽完原委，立即下詔宣陳子
昂進宮，並要他當場表演。陳子昂便將帶去的蔗糖溶化，在光潔的桌面上倒
了一枚銅錢大的糖液，用一支竹筷粘上送到小太子手中，小太子立即破啼爲
笑。皇上心中一高興，脱口說出「糖餅」兩字，這就是「糖餅」這一名稱的
由來。由此陳子昂便得到了升遷，官至右拾遺。
後來，陳子昂解衣歸里後，爲了紀念皇上的恩遇，同時也因閒居無聊，
便收了幾個徒弟傳授此技。這些徒弟又傳徒弟，並將它傳向四方。有的乾脆
以此爲業，做起糖餅兒生意來。糖餅兒生意雖小，但因曾得到過皇帝的賞識，
所以生意十分興隆，學的人越來越多，並代代相傳，這一技藝從此就流傳下
來。

## 各地情況

### 臺灣
臺灣的民俗技藝稱為畫糖人，著一頭高一頭矮的擔子，矮的當做坐椅，高的一角放個火爐，其他部分是銅板檯面，在廟口、大樹下或是在廟會的時候看到，小孩子就自動湊上來，於是畫糖人就開始作畫。小鐵杓鍋是調色，攪拌的木棒是畫筆，從爐中取出小杓，把滾燙的糖汁慢慢地傾倒在銅板檯面，木棒揮灑下，不只是飛禽，人物、走獸、花卉、陳立恩樣樣都能畫，畫糖的取材非常簡單。主要是水加上白糖，慢慢將糖水煮熟，再把它倒入銅板上，就可以慢慢的畫，畫出想要畫的圖騰。

### 日本
日本稱為飴細工，有不同造型。

### 中國
据说宋代即有糖人，多是平面造型，如同今天的糖画，时称戏剧糖果，后来也被称作稠糖葫芦、吹糖麻婆子、打秋千稠饴、糖宜娘、梁宜人、糖寶寶、糖憨儿等。
过去的艺人多打着铜锣沿街叫卖，有的还带着一个画着花鸟兽虫的圆盘，交过钱后可以转动盘上指针，指在哪儿就做什么，以此来吸引孩子。过去糖人很便宜，在不富裕的时候是儿童很喜爱的玩物；在80年代初，几分钱或几个牙膏皮就可换一个糖人。如今儿童的玩物多了，糖人不再是单纯哄孩子的东西了，已经被作为一项民间艺术受到重视。现在沿街制做糖人的艺人少了，在北京年节的庙会上还可见到，糖人价格从几元到十几元不等。

## 制作工艺
糖人的制作工艺可分为三种：吹、画和塑。

### 吹糖人
吹糖人是把糖料吹制成各种造型。据说吹糖人技艺始于明末清初，制作时把糖稀熬好，用一根麦秸杆挑上一点糖稀，再对这麦秸杆吹气，糖稀随即像气球一样鼓起，在通过捏、转等手法配合吹起塑成各种造型。最后用竹签跳下，冷却后成型。吹糖人以动物造型居多，体态丰满，常见的是以十二生肖为内容。吹出的糖人质地很薄，易碎。

### 画糖人
画糖人是在石板或銅板上用糖浆画出者。石板多用光滑冰凉的大理石，用时在上面涂一层防粘的油。糖稀熬好后，用小勺舀起，在石板上浇出线条，组成图案。因糖稀在石板上很快就冷却了，所以要一气呵成，制作过程很是精彩。待造型完成后，用小铲刀将糖画铲起，粘上竹签，稍候凝结即成。
画糖人多流传于四川各地，以自贡地区的品种最多。糖画的内容多时鸟兽花虫，也有些高手制作复杂的戏剧人物，很是精妙。

### 塑糖人
塑糖人是用模具塑造造型。